# Holopogon phaeonotus
Holopogon phaeonotus là một loài ruồi trong họ Asilidae. Holopogon phaeonotus được Loew miêu tả năm 1874.